# Étapes des séries mondiales masculines de rugby à sept
Pour un article plus général, voir Séries mondiales masculines de rugby à sept.
Cet article présente les étapes des séries mondiales masculines de rugby à sept.

## Cartes
| Hong Kong Singapour NouvelleZélande Australie États-Unis Canada Dubaï Afrique du Sud France Londres Argentine Pays de Galles Chili Chine Écosse Japon Malaisie Fidji Uruguay Espagne |

Légende :
• Rouge : étapes actuelles
• Vert : anciens lieux d'étapes actuelles
• Orange : anciennes étapes

## Étapes actuelles
| Étapes           | Stade                       | Localité et région              | Depuis | Note                                                   |
| ---------------- | --------------------------- | ------------------------------- | ------ | ------------------------------------------------------ |
| Dubaï            | The Sevens                  | Dubaï, Dubaï                    | 1999   |                                                        |
| Afrique du Sud   | Cape Town Stadium           | Le Cap, Cap-Occidental          | 1999   |                                                        |
| Australie        | Spotless Stadium,           | Sydney, Nouvelle-Galles du Sud  | 1999   |                                                        |
| Nouvelle-Zélande | Waikato Stadium             | Hamilton, Waikato               | 2000   |                                                        |
| États-Unis       | Dignity Health Sports Park  | Los Angeles, Californie         | 2004   |                                                        |
| Canada           | BC Place                    | Vancouver, Colombie-Britannique | 2016   |                                                        |
| Hong Kong        | Hong Kong Stadium           | Wanchai, Hong Kong              | 2000   | L'édition 2005 n'est pas comptée dans les World Series |
| Singapour        | Stade national de Singapour | Kallang, Singapour              | 2016   | Étape entre 2002 et 2006. Édition 2003 annulée         |
| France           | Stade Ernest-Wallon         | Toulouse, Occitanie             | 2016   | Étape en 2000 puis entre 2004 et 2006                  |
| Angleterre       | Twickenham Stadium          | Twickenham, Grand Londres       | 2001   |                                                        |

## Étapes actuelles ayant changé de lieu
| Étapes           | Stades                      | Localités et région            | Période             | Note                                                       |
| ---------------- | --------------------------- | ------------------------------ | ------------------- | ---------------------------------------------------------- |
| Dubaï            | Dubai Exiles Rugby Ground   | Dubaï, Dubaï                   | 2000 à 2008         |                                                            |
| Afrique du Sud   | Danie Craven Stadium        | Stellenbosch, Cap occidental   | 2000                |                                                            |
| Afrique du Sud   | Kings Park Stadium          | Durban, KwaZulu-Natal          | 2001 à 2002         |                                                            |
| Afrique du Sud   | Outeniqua Park (en)         | George, Cap occidental         | 2003 à 2011         |                                                            |
| Afrique du Sud   | Nelson Mandela Bay Stadium  | Port Elizabeth, Cap oriental   | 2012 à 2015         |                                                            |
| Nouvelle-Zélande | Westpac Stadium             | Wellington, Wellington         | 2000 à 2016         |                                                            |
| Australie        | Lang Park                   | Brisbane, Queensland           | 2000                |                                                            |
| Australie        | Ballymore Stadium           | Brisbane, Queensland           | 2002 et 2003        | Édition 2001 annulée pour raison politique                 |
| Australie        | Adélaïde Oval               | Adélaïde, Australie-Méridonale | 2007 à 2011         |                                                            |
| Australie        | Skilled Park                | Gold Coast, Queensland         | 2012 à 2015         |                                                            |
| Australie        | Allianz Stadium             | Sydney, Nouvelle-Galles du Sud | 2016 à 2018         |                                                            |
| États-Unis       | StubHub Center              | Carson, Californie             | 2004 à 2006         |                                                            |
| États-Unis       | PETCO Park                  | San Diego, Californie          | 2007 à 2009         |                                                            |
| États-Unis       | Sam Boyd Stadium            | Las Vegas, Nevada              | 2010 à 2019         |                                                            |
| Singapour        | Stade national de Singapour | Kallang, Singapour             | 2002 à 2006         | Stades homonymes mais distincts (celui de 1973 et de 2014) |
| France           | Stade Charléty              | Paris, Île-de-France           | 2000 et 2006        |                                                            |
| France           | Stade Jean-Bouin            | Paris, Île-de-France           | 2005 et 2016 à 2019 | Stades homonymes mais distincts (celui de 1925 et de 2013) |
| France           | Stade Chaban-Delmas         | Bordeaux, Nouvelle-Aquitaine   | 2004                |                                                            |
| Canada           | Stade du Commonwealth       | Edmonton, Alberta              | 2021                |                                                            |

## Anciennes étapes
| Étapes         | Stades                            | Localités et région         | Période      | Note                                         |
| -------------- | --------------------------------- | --------------------------- | ------------ | -------------------------------------------- |
| Pays de Galles | Arms Park                         | Cardiff, Glamorgan          | 2001 à 2003  |                                              |
| Japon          | Chichibunomiya Rugby Stadium      | Shibuya, Tokyo              | 2000 à 2001  |                                              |
| Japon          | Chichibunomiya Rugby Stadium      | Shibuya, Tokyo              | 2012 à 2015  |                                              |
| Malaisie       | Petaling Jaya Stadium (en)        | Kuala Lumpur                | 2001 à 2002  |                                              |
| Argentine      | Estadio José María Minella        | Mar del Plata, Buenos Aires | 2000 et 2002 |                                              |
| Uruguay        | Estadio Domingo Burgueño          | Punta del Este, Maldonado   | 2000         |                                              |
| Écosse         | Murrayfield Stadium               | Édimbourg, Midlothian       | 2007 à 2011  |                                              |
| Écosse         | Scotstoun Stadium                 | Glasgow, Lanarkshire        | 2012 à 2015  |                                              |
| Chine          | Yuanshen Stadium (en)             | Shanghaï                    | 2001         |                                              |
| Chine          | Stade du Centre sportif olympique | Pékin                       | 2002         | Édition 2003 annulée pour raisons sanitaires |
| Fidji          | ANZ Stadium                       | Suva, Rewa                  | 2000         |                                              |
| Espagne        | Estadio Ciudad de Málaga (es)     | Malaga, Andalousie          | 2022         |                                              |
| Espagne        | Estadio Olímpico de Sevilla       | Séville, Andalousie         | 2022         |                                              |